# Уеда Наоміті
Наоміті Уеда (яп. 植田直通, нар. 24 жовтня 1994, Кумамото) — японський футболіст, захисник клубу «Касіма Антлерс» і національної збірної Японії.

## Клубна кар'єра
У дорослому футболі дебютував 2013 року виступами за команду клубу «Касіма Антлерс», кольори якої захищає й донині.

## Виступи за збірні
У 2011 році дебютував у складі юнацької збірної Японії, взяв участь у 5 іграх на юнацькому рівні, відзначившись одним забитим голом.
З 2014 року залучається до складу молодіжної збірної Японії. На молодіжному рівні зіграв у 14 офіційних матчах, забив 1 гол.
У 2016 році захищав кольори олімпійської збірної Японії. У складі цієї команди провів 3 матчі на футбольному турнірі на Олімпійських іграх 2016 року у Ріо-де-Жанейро.
У 2015 році гравця запросили до національної збірної Японії, його навіть було включено до її заявки на кубок Азії з футболу 2015 року в Австралії, проте дебютувати за національну команду Наоміті вдалося лише наприкінці 2017 року на тогорічному Кубку Східної Азії.
31 травня 2018 року був включений до заявки збірної на тогорічний чемпіонат світу.
| Дата       | Місто | Господарі | Результат | Гості          | Турнір                  | Голи | Примітки  |
| ---------- | ----- | --------- | --------- | -------------- | ----------------------- | ---- | --------- |
| 12-12-2017 | Тьофу | Японія    | 2 – 1     | КНР            | Кубок Східної Азії 2017 | -    |           |
| 16-12-2017 | Тьофу | Японія    | 1 – 4     | Південна Корея | Кубок Східної Азії 2017 | -    |           |
| 27-3-2018  | Льєж  | Японія    | 1 – 2     | Україна        | товариський матч        | -1   | 1 автогол |
| Усього     |       | Матчів    | 3         |                | Голів                   | 0    |           |

## Титули і досягнення
- Чемпіон Японії: 2016
- Володар Кубка Імператора Японії: 2016
- Володар Кубка Джей-ліги: 2015
- Володар Суперкубка Японії: 2017
- Володар Кубка банку Суруга: 2013

Збірні
- Чемпіон Азії (U-23): 2016